# Havalina Records
Havalina Records est un label de musique français créé par le groupe French Cowboy (ex-Little Rabbits) à l'occasion de la sortie de leur premier album, Baby Face Nelson Was a French Cowboy, le 22 octobre 2007. Havalina Records a depuis publié un album réunissant French Cowboy et Lisa Li-lund, intitulé "French Cowboy and Lisa Li-lund Share Horses" (sortie le 23 juin 2008).

## Liens
- le site du label